# Segundo Montes
Segundo Montes, també anomenada Comunidad Segundo Montes o Ciudad Segundo Montes, és una comunitat de la regió oriental de la República del Salvador. Es troba en els termes municipals de Meanguera i de Jocoaitique, al departament de Morazán.
Segundo Montes es troba a uns 20 km de la frontera amb Hondures, a 24 km de San Francisco de Gotera, capital de Morazán, i a uns 182 km de la capital, San Salvador.